# Vasîlivka, Novomoskovsk
Vasîlivka (în ucraineană Василівка) este localitatea de reședință a comunei Vasîlivka din raionul Novomoskovsk, regiunea Dnipropetrovsk, Ucraina.

## Demografie
Componența lingvistică a localității Vasîlivka
     Ucraineană (94,39%)
     Rusă (5,14%)
     Alte limbi (0,23%)
Conform recensământului din 2001, majoritatea populației localității Vasîlivka era vorbitoare de ucraineană (94,39%), existând în minoritate și vorbitori de rusă (5,14%).